# Saint-Barthélemys utträde ur Europeiska unionen
Saint-Barthélemys utträde ur Europeiska unionen ägde rum den 1 januari 2012. Saint-Barthélemy blev därmed det första territoriet att lämna Europeiska unionen sedan dess inrättande 1993 och det första territoriet att lämna det europeiska samarbetet sedan Grönlands utträde ur Europeiska gemenskaperna 1985.
Saint-Barthélemys utträde skedde till följd av dess ändrade status inom Frankrike. 2007 ändrades öns status från att vara en del av Guadeloupe, ett yttersta randområde, till att bli ett eget utomeuropeiskt kollektiv inom Frankrike. De folkvalda i öns lokala parlament uttryckte därefter en önskan till den franska regeringen om att lämna unionen. Den franska regeringen bad därför den 30 juni 2010 Europeiska rådet att fatta ett beslut om att ändra öns status. Ett sådant beslut antogs den 29 oktober 2010 och trädde i kraft den 1 januari 2012.
Euron behölls genom ett monetärt avtal med unionen.